# Sarata (obwód czerniowiecki)
Sarata (ukr. Сарата) – wieś w obwodzie czerniowieckim na Ukrainie, na południowym skraju rejonu putylskiego, przy granicy ukraińsko-rumuńskiej. Miejscowość liczy 93 mieszkańców.